# Hippocampinae
Los hipocampinos (Hippocampinae) son una subfamilia de pequeños peces dentro de la familia Syngnathidae. Dependiendo del sistema de clasificación que se use, esto comprende a caballitos de mar y caballos-pipa pigmeos[cita requerida], o sólo caballitos de mar.

## Géneros

### Caballitos de mar
- Hippocampus Rafinesque, 1810
  - más de 54 especies de Hippocampus

### Caballos-pipa pigmeos
- Acentronura Kaup, 1853

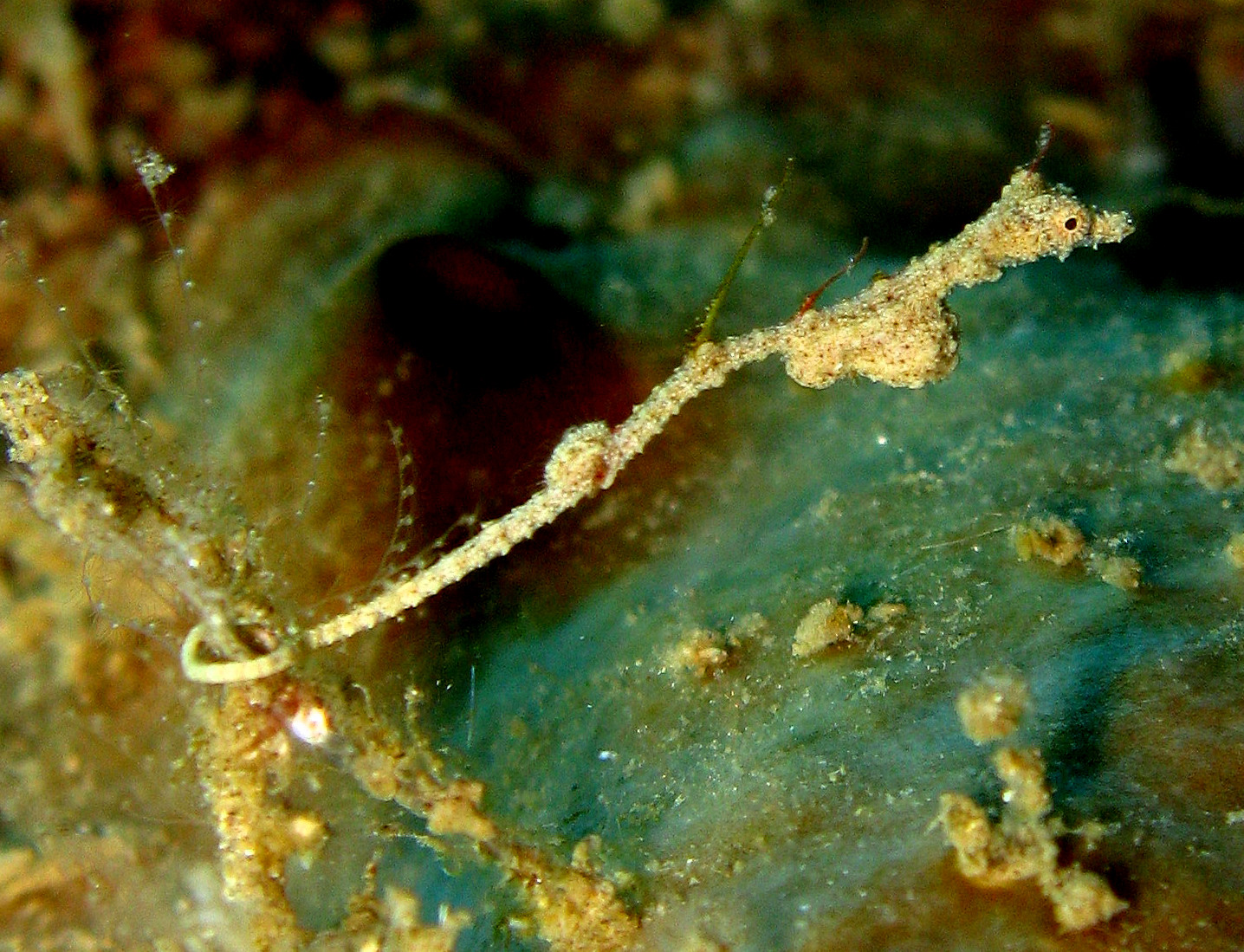
Kyonemichthys rumengani, uno de los muchos pequeños Syngnathidos que han sido descubiertos en las aguas del Pacífico occidental en años recientes. Foto tomada el 9 de julio de 2009.

  - Acentronura gracilissima (Temminck & Schlegel, 1850) (Caballito de Mar Bastardo)
  - Acentronura tentaculata (Günther, 1870) (Caballos-pipa pigmeo de bolsa corta)
- Amphelikturus Parr, 1930
  - Amphelikturus dendriticus (T. Barbour, 1905) (Pez pipa)
- Hippotropiscis Žalohar & Hitij, 2012  (extinto, solo conocido gracias a fósiles del Mioceno)[3]
  - Hippotropiscis frenki Žalohar & Hitij, 2012[3]
- Idiotropiscis Whitley, 1947
  - Idiotropiscis australe (Waite & Hale, 1921) (Pez pipa pequeño del sur)
  - Idiotropiscis larsonae (C. E. Dawson, 1984) (Pez pipa pigmeo de Helen)
  - Idiotropiscis lumnitzeri Kuiter, 2004 (Pez pipa pigmeo de Sídney)
- Kyonemichthys M. F. Gomon, 2007 
  - Kyonemichthys rumengani M. F. Gomon, 2007 (Pez pipa pigmeo de Lembeh)

## Descripción
Todos las especies de caballitos de mar y de caballos-pipa pigmeos tienen una cola prensil (una característica compartida con otros Syngnathidae), una bolsa de cría completamente cerrada, una cabeza corta y un hocico orientado ventralmente desde el eje abdominal, sin aleta caudal. Las especies de los géneros Acentronura, Amphelikturus y Kyonemichtys parecen peces pipa, lo que explica por qué los caballos-pipa pigmeos a veces se agrupan en el subfamilia de los peces pipa Syngnathinae. Las especies del género Idiotropiscis son más parecidas a los caballitos de mar en apariencia teniendo cuerpo más profundo y tronco superior y crestas de la cola discontinuas. Las mayores diferencias entre los géneros de caballos-pipa pigmeos y entre los caballitos de mar es que estos tienen una postura vertical y el ángulo de su cabeza en relación con el eje abdominal es mayor.

## Etimología
La subfamilia Hippocampinae es llamada así por su género Hippocampus, palabra derivada del griego clásico ἱππόκαμπος (hippokampos), una palabra compuesta de las voces ἵππος, "caballo" y κάμπος, "monstruo marino". La naturaleza morfológicamente intermedia de los caballos-pipa pigmeos se refleja en su nombre ("pipehorse" en inglés), una combinación de "pez pipa" y de "caballito de mar". "Pigmeo" se añade para distinguirlos de los caballos-pipa grandes del géneroSolegnathus, que son parientes lejanos de los peces pipa pigmeos. Otros nombres comunes que se han aplicado a los caballos-pipa pigmeos aunque desaconsejados por su inexactitud son: "caballito de mar bastardo", "peces pipa pequeños" y "dragón pipa pigmeo".

## Sistemática
Debido a la naturaleza morfológicamente intermedia de los caballos-pipa pigmeos entre peces pipa y caballitos de mar, la colocación taxonómica de este grupo sigue siendo polémica, y se han propuesto al menos tres clasificaciones diferentes para la subfamilia Hippocampinae. La filogenia de este grupo aún no ha sido resuelta, haciendo esto imposible de decidir cual de las tres opciones actuales será la que se demostrara como verdadera.
- Teoría 1: Hippocampinae comprende tanto caballitos de mar como caballos-pipa pigmeos[1]

Los análisis filogenéticos basados en cinco loci genéticos de ADN nuclear del núcleo eucariótico de seres de los géneros Hippocampus e Idiotropiscis relacionarían estos géneros como taxones hermanos, sugiriendo que los caballitos de mar y los caballos-pipa pigmeos son un grupo monofilético y por lo tanto comparten un origen evolutivo común. Sin embargo, la misma filogenia indica que si la subfamilia Hippocampinae se acepta como válida, entonces la subfamilia de los caballos-pipa Syngnathinae es parafilética, debido a que el primero no es un grupo hermano de este último, sino que está anidado dentro de él.
- Teoría 2: Hippocampinae incluye solo a Hippocampus, los caballos-pipa pigmeos son asignados a la subfamilia de los peces pipa Syngnathinae.[6]

este sistema de clasificación no tiene en cuenta tanto los datos genéticos como los caracteres morfológicos comunes a los caballitos de mar y caballos-pipa pigmeos. Así como los caballitos de mar tienen una relación de taxón hermano con Idiotropiscis, y otros géneros de caballos-pipa pigmeos sean probablemente basales a este grupo (dada su apariencia más hacia un pez pipa), esta clasificación también haría a Syngnathinae parafilético.
- Teoría 3: Hippocampinae incluye solo a Hippocampus, los caballos-pipa pigmeos son asignados a una subfamilia propia que habría que crear para ello[2]

Esta clasificación asigna a todos los caballos-pipa pigmeos a su propia subfamilia Acentronurinae. Basada en análisis de la filogenia del ADN nuclear, la exclusión de los caballitos de mar de este grupo hace que sea parafilético. Sin embargo, tal afirmación es parcialmente apoyada por una filogenia molecular alternativa que se basa en una combinación de marcadores de ADN nuclear y de ADN mitocondrial y esto revelaría que el grupo comprende a varios caballos-pipa pigmeos y a varios peces pipa como taxón hermano de Hippocampus.
Como el género Hippocampus consiste en dos formas morfológicas distintas, se ha sugerido que debería ser separado en dos géneros distintos, Hippocampus y un nuevo género que comprenda los caballitos de mar pigmeos. Los caballitos de mar pigmeos tienen una sola abertura branquial en la parte de atrás de la cabeza (en vez de dos a los lados como los caballitos de mar estándar), y los machos crían a sus crías dentro de su propio tronco porque no tienen bolsita de cría, ni en el tronco ni en la cola. Una filogenia molecular ha confirmado recientemente que los caballitos de mar pigmeos son un grupo monofilético de todos los demás caballitos de mar.

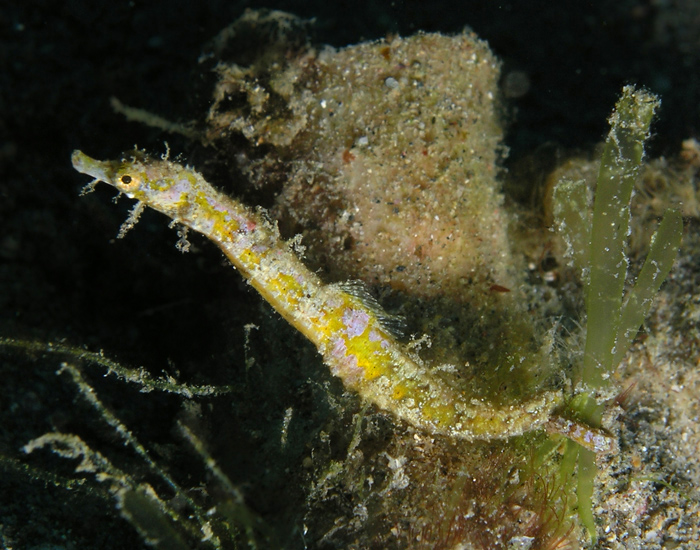
Acentronura breviperula, una especie de pez pipa pigmeo que se parece a un pez pipa corto.
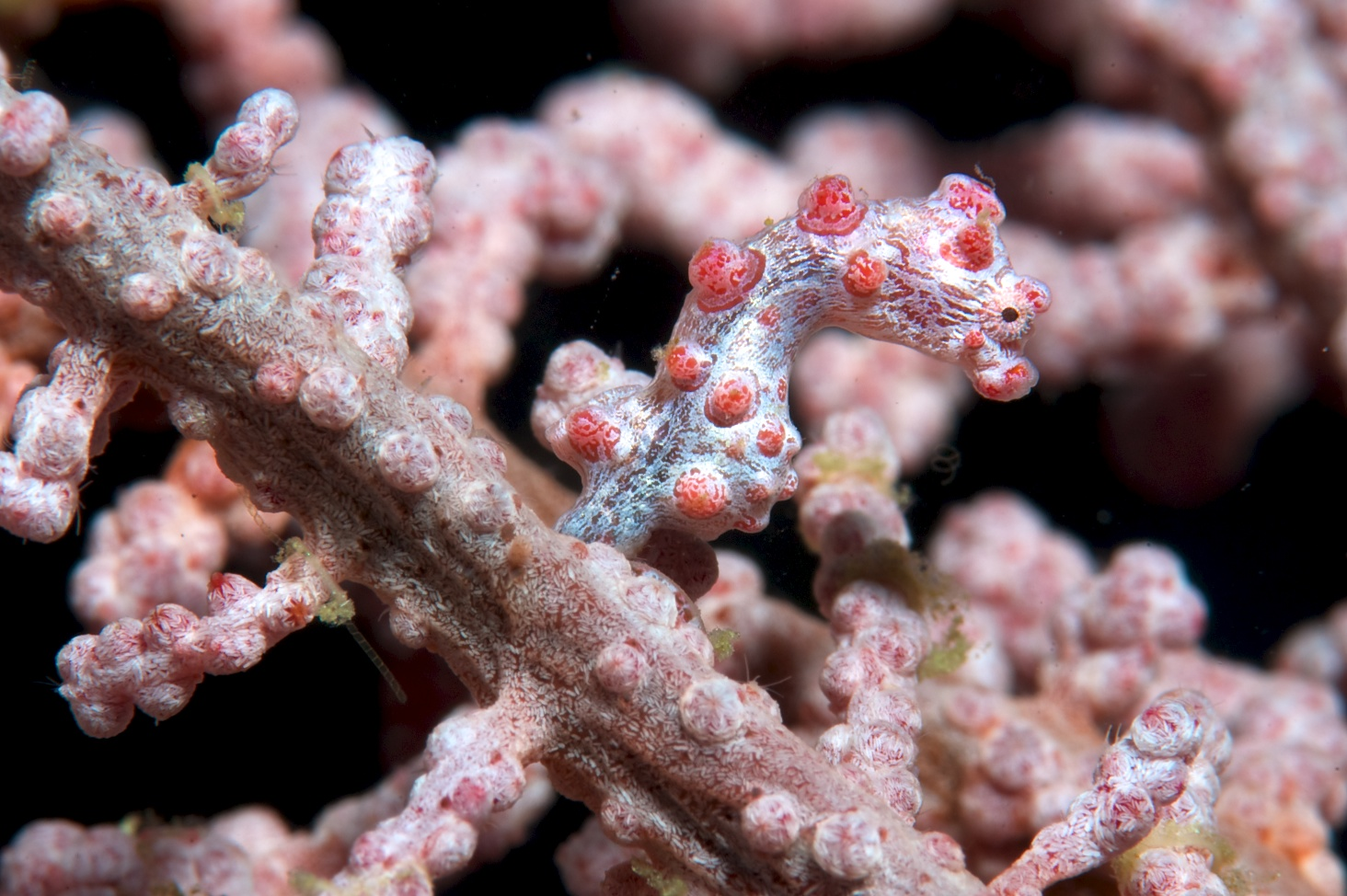
El caballito de mar pigmeo Hippocampus bargibanti
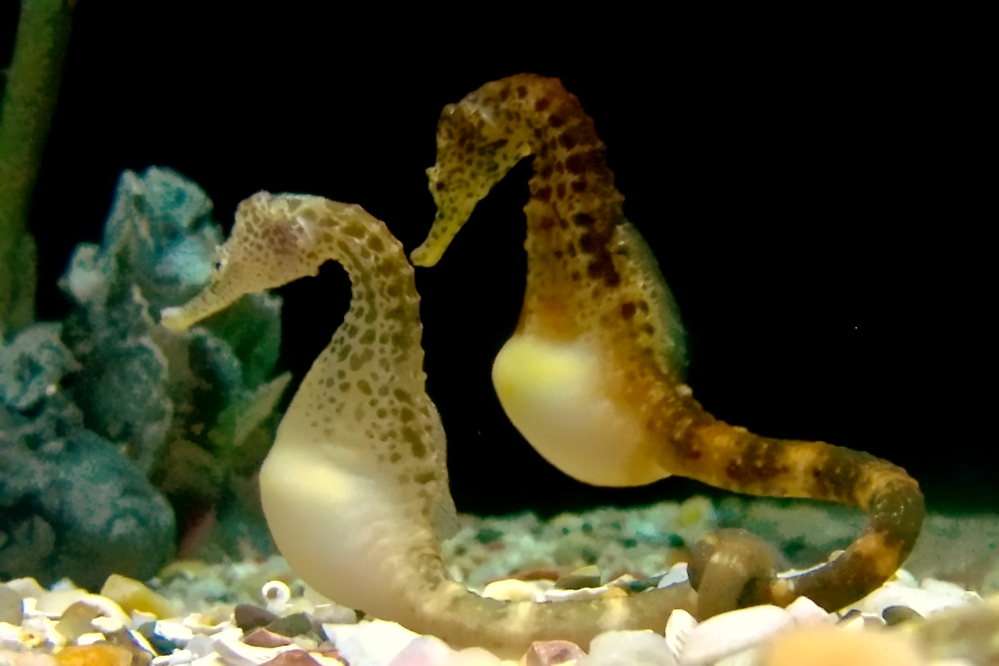
El caballito de mar de vientre grande nativo de las costas australianas, Hippocampus abdominalis, la especie más grande de la subfamilia Hippocampinae.